# Liste des ZNIEFF de la Corrèze
Cette liste recense les sites classés zones naturelles d'intérêt écologique, faunistique et floristique (ZNIEFF) du département de la Corrèze.

## Statistiques
Selon l'Inventaire national du patrimoine naturel (INPN), la Corrèze compte 201 sites classés zones naturelles d'intérêt écologique, faunistique et floristique.
Cependant, onze d'entre eux, limitrophes de communes du Cantal, du Lot et du Puy-de-Dôme, concernent uniquement ces départements extérieurs. De ce fait, seuls 190 sites sont des ZNIEFF qui concernent chacune intégralement ou partiellement le département de la Corrèze.
Deux types de ZNIEFF existent :
- les ZNIEFF de type I, de superficie réduite, sont des espaces homogènes d'un point de vue écologique et qui abritent au moins une espèce et/ou un habitat rares ou menacés, d'intérêt aussi bien local que régional, national ou communautaire ; ou ce sont des espaces d'un grand intérêt fonctionnel pour le fonctionnement écologique local ;
- les ZNIEFF de type II sont de grands ensembles naturels riches, ou peu modifiés, qui offrent des potentialités biologiques importantes. Elles peuvent inclure des ZNIEFF de type I  et possèdent un rôle fonctionnel ainsi qu’une cohérence écologique et paysagère.

## Liste des sites
Au 16 janvier 2022, l'INPN répertorie 164 ZNIEFF de type I et 37 ZNIEFF de type II dans le département de la Corrèze.
En réalité, neuf ZNIEFF de type I et deux ZNIEFF de type II concernent uniquement les départements limitrophes du Cantal, du Lot et du Puy-de-Dôme, comme le prouvent les cartes de ces zones. 
De ce fait, seules 155 ZNIEFF de type I et 35 ZNIEFF de type II concernent la Corrèze.

### Liste des ZNIEFF de type I
- Ancien moulin de Claredent
- Bois et zones humides de la Grènerie
- Bois Laborde (vallée de la Triouzoune)
- Bois de Pierrefite
- Bois de Tempêtiers (ou de Tempêtier)
- Bois de Valette et Frétignes (vallée de la Dordogne)
- Boisements calcicoles de pente de la forêt de Couzage
- Causse la Bleynie-Fougères
- Causse du dolmen de la Palein (causse corrézien)
- Chênaies calcaires et pelouses calcicoles du sud du puy Pialat
- Cirque de Ladou (causse corrézien)
- Coteau du Long
- Coteaux de Nonards et Puy-d'Arnac
- Coteau calcaire de la Chaume (causse corrézien)
- Coteau calcaire de Cheyssiol
- Coteau calcaire de l'Escadrouillère
- Coteau calcaire du puy Guimont
- Coteau calcaire du puy Laborie
- Coteau calcaire du puy Lenty (= de Chabannes)
- Coteau calcaire du puy Turlaud
- Coteau calcaire de Rochas Couchaud
- Coteau calcaire de Saint-Genest
- Coteau calcaire de la Vacherie
- La Dordogne quercynoise
- Étang d'Anglard (vallée supérieure de la Corrèze et de la Dadalouze)
- Étang de Chareneuve
- Étangs du Coudert et domaine de Gioux
- Étang du Diable (bassin de la haute Vézère)
- Étang de Gagnezande
- Étang-tourbière de Goursolles
- Étang des Graules
- Étang de Linatre
- Étang de la Malesse
- Étang du Merlançon et ruisseau de Longérinas (vallée de la Triouzoune)
- Étang des Oussines (bassin de la haute Vézère)
- Étang, tourbière, marais du Peuch et vallée du Boulou
- Étangs de la région de Clergoux
- Étang de Ruffaud
- Étangs de Saint-Hilaire-les-Courbes
- Étang du Vicomte
- Étang de la Voûte
- Falaises de Jugeals-Nazareth
- Fond tourbeux des communaux d'Espagnagol
- Fond tourbeux de Lafage
- Fonds tourbeux de Vitrac-sur-Montane
- Forêt de Blanchefort
- Forêt de Couzage (causse corrézien)
- Forêt de la Cubesse (vallée de la Soudeillette)
- Forêt de Mirambel : hêtraie centrale
- Forêt du puy de la Monédière
- Forêt de Montard
- Gorges du Brézou (vallée de la Vézère)
- Gorges du Coiroux
- Grand Bois et pelouses landicoles des Oussines
- Gravières de Larche (vallée de la Vézère)
- Grotte de Lamouroux
- Hêtraies et landes tourbeuses de Crouziat
- Lac-tourbière de Servière (vallée de la Vienne)
- Lande tourbeuse de l'Arbre du Renard
- Lande de Beynat d'Ambrugeat
- Lande humide de Cheyssac
- Lande et tourbière de Combe Nègre
- Landes et tourbières de Combe Prunde
- Landes du haut Dognon
- Landes et tourbières du Las
- Lande de Marcy (bassin de la haute Vézère)
- Landes des Monédières
- Lande du Pié des Fleurs
- Landes et tourbières du puy Bessal et de Roubière Soubranne
- Lande du puy Blanc
- Landes du puy de Razel (bassin de la haute Vézère)
- Landes du Ravanier (vallée supérieure de la Corrèze et de la Dadalouze)
- Landes et tourbières des Recours et d'à la Vue
- Landes de roc de Maille
- Landes et tourbières du ruisseau de Berbeyrolles (vallée de la Vienne)
- Lande du ruisseau de la Roubardie
- Landes et vallon du Saut de la Saule
- Landes de Tafaleschas et du Bretenoux
- Landes du trou du Renard
- Lande de Vietheil
- Marais du Brézou
- Mégaphorbiaie et tourbière des Fargettes (bassin de la haute Vézère)
- Mégaphorbiaie et hêtraie de Lissac (bassin de la haute Vézère)
- Mégaphorbiaie et lande sèche du ruisseau de la Jaloustre
- Orgues de Bort
- Pelouses et landes des affleurements gréseux de Chèvrecujols
- Pelouses et moissons des coteaux gréseux de Labrousse
- Pelouses d'Escrozes et Bellet
- Pelouses de Laumont
- Pelouses calcaires d'Ayen
- Pelouses calcaires du puy de Pampelone
- Pelouses calcaires de Saint-Robert
- Prairies humides du bassin de Meyssac
- Prairie humide de Nussannes
- Prairies humides de Saint-Viance (vallée de la Vézère)
- Prairies, ruisseaux et ravins autour de Clémensac
- Puy de Fournet (causse corrézien)
- Roches de Beynat d'Ambrugeat (vallée de la Soudeillette)
- Rochers du puy du Roc Bas
- Rochers du Saillant (vallée de la Vézère)
- Ruines et coteaux du château de Ventadour (vallée de la Soudeillette)
- Ruisseau de l'Abeille (vallée du Chavanon)
- Ruisseau des Agneaux à l'amont du moulin de Theilac
- Ruisseau de Feyt au moulin du Milieu
- Ruisseau de Lacelle à Firmigier
- Ruisseau le Maumont Blanc
- Ruisseau d'Orluc et prairies tourbeuses associées (bassin de la haute Vézère)
- Ruisseau du Pont-Aubert
- Ruisseau de Roussille (vallée de la Luzège)
- Serpentine de Bettu
- Serpentine de Cauzenille
- Serpentine du Lonzac
- Serpentine de Reygade
- Site à chauves-souris : abîme et causse de la Fage
- Site à chauves-souris : moulin du Cher (vallée de la Corrèze)
- Tourbières et landes d'Ars (bassin de la haute Vézère)
- Tourbière et prairies de Barsanges (bassin de la haute Vézère)
- Tourbière du bois des Vergnes (vallée de l'Auvézère)
- Tourbières et landes de Chabannes (bassin de la haute Vézère)
- Tourbière du col des Géants
- Tourbière de la Fageolle
- Tourbière de la Ferrière et de la Naucodie (vallée de la Corrèze)
- Tourbière et landes du ruisseau de la Font de Chausses (vallée de la Chandouille)
- Tourbière de Goutte Nègre
- Tourbière de la Longerade
- Tourbière du Longeyroux (bassin de la haute Vézère)
- Tourbière et lande de la plaine de la Madié (bassin de la haute Vézère)
- Tourbière du Mas à Loubaud (vallée de la Vienne)
- Tourbière de Négarioux-Malsagne (vallée de la Chandouille)
- Tourbière et bois du Perrier
- Tourbières et landes du puy Saule et du puy de Crouziat (bassin de la haute Vézère)
- Tourbière du ruisseau du Parneix (bassin de la haute Vézère)
- Tourbière et zone humide du ruisseau de Rioubazet
- Tourbière des sources de la Vienne
- Tourbière de Tronchet
- Vallée de l'Auvézère à Ségur-le-Château
- Vallée de la Boucheuse aux Biards
- Vallée de la Couze à l'amont du pont du Coudert
- Vallée sèche de la Couze et côte Pelée (causse corrézien)
- Vallée de la Diège
- Vallée de la Luzège au viaduc des Rochers Noirs
- Vallée de Planchetorte
- Vallées de la Ramade et de la Méouzette
- Vallée du ruisseau de Franche Valeine aux cascades de Murel
- Vallée du ruisseau du Moulin de Vignols
- Vallon du ruisseau de la Roannelle
- Vallée de la Vézère en amont de Bugeat (bassin de la haute Vézère)
- Vallée de la Vézère au rocher des Folles
- Vallée de la Vézère au Saut de la Virole
- Vallée de la Vienne de l'aval du lac de Servières au pont de Clupeau
- Vallée de la Vienne de Rempnat à Nedde
- Vallons gréseux de Collonges-la-Rouge et Meyssac
- Vallon de la Vialle
- Zone humide des 4 routes d'Albussac
- Zones humides de la vallée du Doustre et affluents

#### ZNIEFF detype Ihors département de la Corrèze
Neuf ZNIEFF de type I attribuées au département de la Corrèze concernent uniquement trois départements limitrophes, comme le montrent les cartes de chacun de ces sites :
- cinq dans le Cantal :
  - Gorges de la Dordogne, secteur Auvergne[Note 1],[2],[3],
  - Gorges de la Maronne - barrage d'Enchanet, secteur Auvergne[Note 2],[4],[5],
  - Gorges de la Rhue[Note 3],[6],[7],
  - Lac et landes humides de Madic[Note 4],[8],[9],
  - Vallée de la Cère vers Laroquebrou, secteur Auvergne[Note 5],[10],[11] ;
- deux dans le Lot :
  - Marais de la Fondial[Note 6],[12],[13],
  - Rivière de la Cère et ruisseau d'Orgues[Note 7],[14],[15] ;
- deux dans le Puy-de-Dôme :
  - Gorges du haut Chavanon, secteur Auvergne[Note 8],[16],[17],
  - Gorges de Savennes, secteur Auvergne[Note 9],[18],[19].

### Liste des ZNIEFF de type II
- Bassin de la haute Vézère
- Causse corrézien
- Forêt et landes des Agriers
- Forêt de Montcheyrol
- Forêt de Meilhards
- Forêt de Mirambel
- Gorges de la Loyre et du Vaysse
- Ruisseau de l'Échameil et plaine d'Arvis
- Vallée de l'Auvézère
- Vallée de la Cère
- Vallée et gorges de la Cère
- Vallée de la Chandouille
- Vallée du Chavanon
- Vallée supérieure de la Corrèze et de la Dadalouze
- Vallée de la Corrèze et de la Vimbelle
- Vallée de la Corrèze de Pradines et tourbières associées
- Vallée de la Diège à l'aval du Pont Tabourg
- Vallée du Dognon
- Vallée de la Dordogne
- Vallée de la Dordogne quercynoise
- Vallée du Doustre
- Vallée de la Gioune et ruisseau de Cubayne
- Vallée de la Loire
- Vallée de la Luzège
- Vallée de la Maronne
- Vallée de la Montane vers Gimel
- Vallée du ruisseau de Lacelle
- Vallée de la Soudeillette
- Basse vallée de la Tourmente
- Vallée de la Triouzoune à l'amont du lac de Neuvic
- Vallée de la Triouzoune à l'aval du barrage de Neuvic
- Vallée de la Vézère du barrage de Montceau au rocher des Folles
- Vallée de la Vézère d'Uzerche à la limite départementale
- Vallée de la Vianne, la Chaise du Diable
- Vallée de la Vienne de Servières à Saint-Léonard

#### ZNIEFF detype IIhors département de la Corrèze
Deux ZNIEFF de type II attribuées au département de la Corrèze concernent uniquement les deux départements limitrophes du Cantal et du Puy-de-Dôme, comme le montrent les cartes de chacun de ces sites :
- Artense[Note 10],[20],[21],
- Gorges de la Dordogne et affluents[Note 11],[22],[23].